# Tractat de l'Estat Austríac

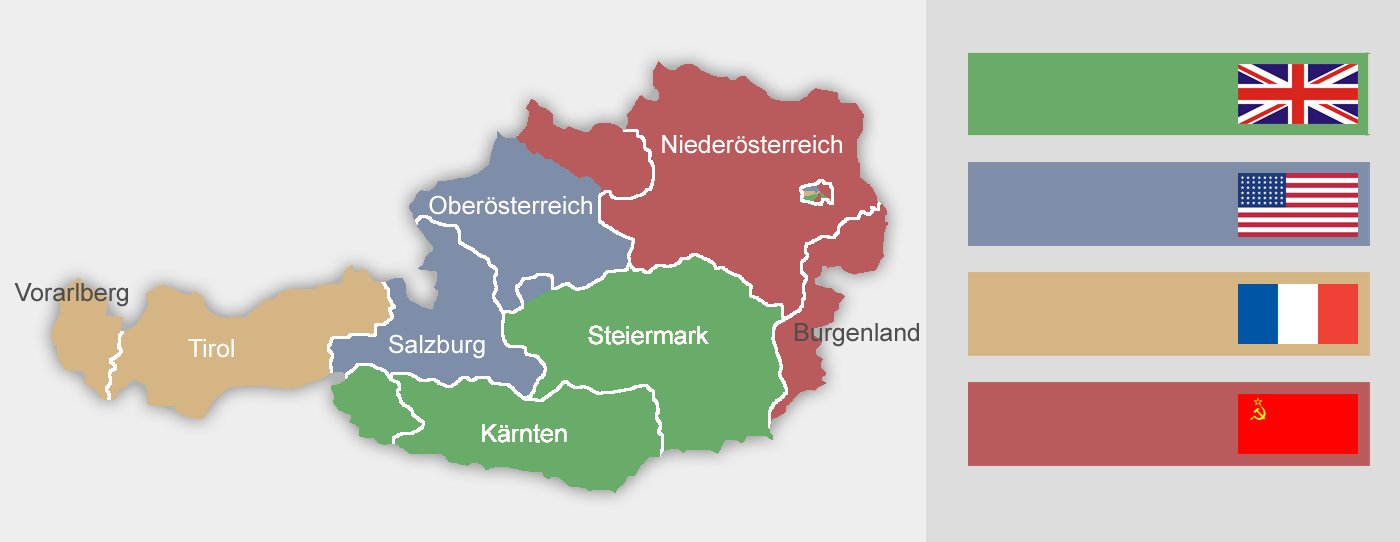
Divisió d'Àustria del 1945 al 1955, ocupada pels aliats

El 'Tractat de l'Estat Austríac', (en alemany: Österreichischer Staatsvertrag) o Tractat de la Independència d'Àustria, és el tractat que va finalitzar l'ocupació d'Àustria per part de les Potències Aliades durant la Segona Guerra Mundial i va reconèixer Àustria com a Estat independent i sobirà. Es va signar al Palau Belvedere a Viena, el dia 15 de maig del 1955 entre les Potències Aliades (entre França, Regne Unit, Estats Units i Unió Soviètica) i el govern austríac. La independència va entrar en vigor oficialment al 27 de juliol del 1955.
El títol complet del tractat és Tractat d'Estat per a la restauració d'una Àustria independent i democràtica 15 de Viena, que es va anunciar el Maig de 1955 (en alemany: Staatsvertrag betreffend die Wiederherstellung eines unabhängigen und demokratischen Österreich, gegeben zu Wien am 15. Mai 1955).

## Ocupació d'Àustria
Amb aquest tractat fa que Àustria recuperi la seva independència al cap de 17 anys. El 12 de març de 1938, les tropes alemanyes d'Adolf Hitler ocuparen el país i formaria part de l'Alemanya del Tercer Reich i l'anomenarien Anschluss.
Viena caigué el 13 d'abril de 1945 durant l'ofensiva soviètica de Viena, poc abans de la fi de la guerra. A la fi de la guerra, les potències de França, Regne Unit, Estats Units i Unió Soviètica es van dividir Àustria i la van ocupar. Del 1938 fins al 1955 Àustria va ser ocupada.